# Transposició de Curtius
|  | Per a altres significats, vegeu «Transposició». |

La transposició de Curtius és una reacció orgànica de síntesi d'isocianats a partir d'una acilazida. L'acilazida es pot obtenir tractant un clorur d'acil (1) amb azida sòdica o bé fent reaccionar un àcid carboxílic amb difenilfosforilazida.
Aquesta reacció fou descoberta pel químic alemany Theodor Curtius.

## Mecanisme de la reacció
El reordenament de Curtius pot ser pensat com una reacció en dues etapes: en la primera es perd una molècula de nitrogen gas i en la segona es produeix el reordenament per migració del grup R per formar l'isocianat corresponent.